# カンマーシュタイン
カンマーシュタイン (ドイツ語: Kammerstein) は、ドイツ連邦共和国バイエルン州ミッテルフランケンのロート郡に属す町村（以下、本項では便宜上「町」と記述する）。

## 地理
この自治体は、以下の16の集落からなる。

### 自治体の構成
この町は、公式には17の地区 (Ort) からなる。このうち小集落や孤立農場などを除く集落を以下に列記する。
| - アルバースロイト - バルテルメスアウラハ - ギュンツァースロイト - ハーク - カンマーシュタイン - ミルダハ - ネッパースロイト | - オーバーライヒェンバッハ - ポッペンロイト - プッツェンロイト - ルーデルスドルフ - フォルカースガウ - ヴァイカースロイト |

## 歴史
カンマーシュタインが初めて文献上で言及されるのは、1235年である。皇帝フリードリヒ2世は、1235年にイタリアからドイツへやって来ると、自らラームングス1世を名のり、王領に「ラームングス・デ・カーマーシュタイン」城を建設した。公式には、この城は、シュヴァーバッハ王領の新しい行政府として建設されたと記録されている。1241年にラームングスの司法権は、ニュルンベルクの帝国ブティークラーを務めたエーガーのものとなった。彼は、1260年に70歳(?)で亡くなった。
現在では、すでに跡形もなくなっているが、かつてここには重要な帝国城塞があった。なお、この城に関する我々の知見は、わずかに伝えられた絵画によるしかない。1461年に城はバイエルン軍に破壊され、その後は部分的に再建されただけであった。辺境伯の家臣であるこの地の統治者は、地方行政府をシュヴァーバッハへ移転させたのだ。これ以後、カンマーシュタインは、ロートにラーティボルト城が完成するまでのわずかな間、ハイデンベルク周辺に広がる森での狩りの拠点として用いられただけであった。さらなる崩壊は修復されなかった、三十年戦争の際、この遺跡から石が運び出され、城は完全に消失した。それでも落雷で損傷した主塔が遺されていたが、1782年にアンスバッハの地方行政府はこの撤去を決定し、石材の再利用を妨げることはしなかった。
カンマーシュタインは、1792年に、アンスバッハ侯領を引き継いだプロイセン王国の領土となった。さらに、1806年のパリ条約によって、バイエルン王国に編入された。

### 宗教
主にプロテスタントのルター派信者が多い。

## 行政

### 議会
カンマーシュタインの町議会は14議席からなる。

### 首長
ヴァルター・シュネル (Freie Wähler)

### 紋章
図柄: 向かって左は、金地に、中央の分割線によって半分に切られた、赤い爪や嘴をもつ黒い鷲。向かって右は、銀地に、縦に3つ並んだ6本スポークの赤い車

### 友好都市
- Quinzano （イタリアヴェローナの分離集落）

## 文化と見所

### 建造物
- バルテルメスアウラハ地区のアウラハ古橋
- バルテルメスアウラハ地区のルター派聖バルトロモイス教会
- カンマーシュタイン地区のルター派聖ゲオルク教会（アンスバッハの宮廷建築家ヨハン・ダーヴィド・シュタイングルーバーの建築）
- ネッパースロイト地区の送信塔

### 近郊保養地
- ハイデンベルク国営林

### 年中行事
- カンマーシュタインの伝説祭: 5月最初の週末に、カンマーシュタインの騎士愛好会および、中世の歌謡・舞踏愛好会の主催で開催される。

## 経済と社会資本

### 交通
カンマーシュタインにはアウトバーンA6号（インターチェンジ55 シュヴァーバッハ西を利用）および連邦道B466号線が通っている。

## 引用
1. ↑  https://www.statistikdaten.bayern.de/genesis/online?operation=result&code=12411-003r&leerzeilen=false&language=de Genesis-Online-Datenbank des Bayerischen Landesamtes für Statistik Tabelle 12411-003r Fortschreibung des Bevölkerungsstandes: Gemeinden, Stichtag (Einwohnerzahlen auf Grundlage des Zensus 2011)
2. ↑  Bayerische Landesbibliothek Online